# NGC 1273
NGC 1273 est une galaxie lenticulaire située dans la constellation de Persée. Elle a été découverte par l'astronome prussien Heinrich d'Arrest en 1863.

## Caractéristiques
Sa vitesse par rapport au fond diffus cosmologique est de 5 209 ± 11 km/s, ce qui correspond à une distance de Hubble de 76,8 ± 5,4 Mpc (∼250 millions d'al).
À ce jour, 11 mesures non basées sur le décalage vers le rouge (redshift) donnent une distance de 75,636 ± 20,687 Mpc (∼247 millions d'al), ce qui est à l'intérieur des valeurs de la distance de Hubble.

## Groupe de NGC 1275
NGC 1273 fait partie du groupe de NGC 1275 qui compte au moins 48 membres dont NGC 1224, NGC 1267, NGC 1270, NGC 1275, NGC 1277, NGC 1279, IC 288, IC 294, IC 310 et IC 312. Le groupe de NGC 1275 fait partie de l'amas de Persée (Abell 426).